# Miraflores (Guaviare)
Miraflores es un municipio colombiano situado en el departamento del Guaviare. Según el censo de 2018, tiene una población de 8847 habitantes.
Se localiza aproximadamente a 150 km al suroriente de San José del Guaviare, capital del departamento, sobre la margen nororiental del río Vaupés y a una altitud aproximada de 200 metros sobre el nivel del mar.

## División político-administrativa
Además de su cabecera municipal, el municipio tiene bajo su jurisdicción los siguientes centros poblados:
- Barranquillita
- Buenos Aires
- La Hacienda
- La Ye
- Lagos del Dorado
- Lagos del Paso
- Las Pavas (Caño Tigre)
- Puerto Córdoba
- Puerto Mandu
- Puerto Nare
- Puerto Santander

## Geografía
Su clima es de bosque húmedo tropical, con una precipitación media de 3000 mm. a 3300 mm anuales y con una temperatura promedio de 27 °C. Sus suelos son típicos de la Amazonía colombiana, de frágil degradación, lo que no permite las prácticas agrícolas duraderas ni rentables. Son suelos de origen sedimentario de llanuras residuales, aluviales de los ríos amazónicos.
Su conservación es de gran importancia y beneficio para la humanidad, dado que se trata de climas de exuberante vegetación y de ecosistemas ubicados en áreas homogéneas, donde el agua, el bosque y el suelo forman múltiples biomas o delgadas cortezas de vida que están en estrecha relación. Si alguno de ellos se usa en exceso, los otros dos podrían extinguirse.
Con una extensión de 12 779.3 km², que equivalen al 23.3 % del departamento del Guaviare, y un área intervenida de 72 323 hectáreas, cuenta dentro de su jurisdicción con 15 resguardos indígenas donde habitan 16 comunidades, cuyas etnias predominantes son tukanos, desanos, cubeos, piratapuyos, carijonas, guananos, puinaves, pisamiras, salivas y sirianos.

### Límites municipales
Miraflores está delimitada por los siguientes municipios:
| Noroeste: Calamar (Río Itilla)         | Norte: El Retorno (Río Inírida)   | Nordeste: El Retorno                         |
| Oeste: Calamar                         |                                   | Este: Carurú (Vaupés) (Caños Arara y Tupurú) |
| Suroeste: Solano (Caquetá) (Río Ajajú) | Sur: Solano (Caquetá) (Río Ajajú) | Sureste: Pacoa (Vaupés)                      |

## Estructura organizacional municipal
| Miraflores   | Miraflores  | Miraflores                 |
| Departamento | Código DANE | Categoría municipal (2023) |
| ------------ | ----------- | -------------------------- |
| Guaviare     | 95200       | Sexta                      |

- Personería: Es un centro del Ministerio Público de Colombia que ejerce, vigila y hace control sobre la gestión de las alcaldías y entes descentralizados; velan por la promoción y protección de los derechos humanos; vigilan el debido proceso, la conservación del medio ambiente, el patrimonio público y la prestación eficiente de los servicios públicos, garantizando a la ciudadanía la defensa de sus derechos e intereses.

- Concejo Municipal: Es la suprema autoridad política del municipio. En materia administrativa sus atribuciones son de carácter normativo. También le corresponde vigilar y hacer control político a la administración municipal. Se regulan por los reglamentos internos de la corporación en el marco de la Constitución Política Colombiana (artículo 313) y las leyes, en especial la Ley 136 de 1994 y la Ley 1551 de 2012.

Constituido por 11 concejales por un periodo de 4 años.
- Alcaldía Municipal: Aquí se encuentra la administración municipal y las entidades descentralizadas del municipio.

El Alcalde se pronuncia mediante decretos y se desempeña como representante legal, judicial y extrajudicial del municipio. El actual Alcalde municipal es Edwin Iovanni Díaz (2024-2027), elegido por voto popular.
- JAL.